# 臺南市立下營國民中學
臺南市立下營國民中學，簡稱下營國中，是一所位於中華民國臺南市下營區的市立國民中學，成立於1954年。

## 校史
- 1956年8月1日，下營國中成立，為台南縣立曾文中學下營分部，由首任分部主任劉效文先生籌劃創校。
- 1960年8月1日，奉準獨立為台南縣立下營初級中學，由李昭旭擔當第一任校長。
- 1968年，先總統蔣公德政，實施九年國民義務教育，為台南縣立下營國民中學。
- 2010年12月25日，台南縣市合併，為台南市立下營國民中學。

## 歷任分部主任及校長
| 職位     | 任次 | 姓名   | 性別 | 任期                | 任期年分 |
| -------- | ---- | ------ | ---- | ------------------- | -------- |
| 分部主任 | 1    | 劉效文 | 男   | 1956年8月-1957年7月 | 11月     |
| 分部主任 | 2    | 黃大友 | 男   | 1957年8月-1959年7月 | 1年11月  |
| 分部主任 | 3    | 李昭旭 | 男   | 1959年8月-1960年7月 | 11月     |
| 校長     | 1    | 李昭旭 | 男   | 1960年8月-1969年7月 | 8年11月  |
| 校長     | 2    | 徐崑河 | 男   | 1969年8月-1974年7月 | 4年11月  |
| 校長     | 3    | 林榮華 | 男   | 1974年8月-1980年7月 | 5年11月  |
| 校長     | 4    | 陳春雄 | 男   | 1980年8月-1985年3月 | 4年7月   |
| 校長     | 5    | 陳月瓊 | 女   | 1985年3月-1989年2月 | 3年11月  |
| 校長     | 6    | 郭達永 | 男   | 1989年3月-1993年2月 | 3年11月  |
| 校長     | 7    | 吳義雄 | 男   | 1993年3月-1998年2月 | 4年11月  |
| 校長     | 8    | 張基祥 | 男   | 1998年2月-2002年7月 | 4年5月   |
| 校長     | 9    | 馮玉麟 | 男   | 2002年8月-2007年7月 | 4年11月  |
| 校長     | 10   | 陳麗如 | 女   | 2007年8月-2011年7月 | 3年11月  |
| 校長     | 11   | 胡雅棠 | 男   | 2011年8月-2014年7月 | 3年      |
| 校長     | 12   | 楊永華 | 男   | 2014年8月-          | 現任     |

## 校刊
- 《路與橋》：是下營國中的校刊，現已發至61期。發行者是各年度校長，編輯是輔導室。

## 外部連結
- 臺南市立下營國民中學 （页面存档备份，存于）